# Georg Gradnauer
Georg Gradnauer, född 16 november 1866 i Magdeburg, död 18 november 1946 i Berlin, var en tysk socialdemokratisk politiker.
Gradnauer vann 1889 filosofie doktorsgrad i Halle an der Saale, ägnade sig sedan åt socialdemokratisk journalistik i Dresden och Berlin, 1906-18 som huvudredaktör för "Dresdner Volkszeitung". Han var 1898-1906 och 1912-1918 ledamot av tyska riksdagen, 1919-1920 av nationalförsamlingen och 1920-1924 åter ledamot av tyska riksdagen. Vid revolutionen i november 1918 blev han sachsisk justitie- och utrikesminister, var januari till mars 1919 inrikesminister och mars 1919-maj 1921 sachsisk ministerpresident. Som tysk inrikesminister tillhörde han maj till november 1921 Joseph Wirths första ministär och är sedan november 1921 sachsiskt sändebud i Berlin. 
Gradnauer tillhörde den revisionistiska riktningen inom sitt parti och uppträdde som praktisk politiker med betydande moderation. År 1933 placerades han av den nazistiska regimen i "skyddsförvar". Under 1944 arresterades han åter och fördes till koncentrationslägret Theresienstadt, där han tillhörde gruppen "prominenta judar".